# Авіаційне командування «Атлантик»
Авіаційне командування «Атлантик» (нім. Fliegerführer Atlantik) — орган військового управління оперативно-тактичного рівня Люфтваффе за часів Другої світової війни, що оперативно підпорядковувалося командуванню Крігсмаріне. Головним призначенням командування було виконання бойових завдань з протидії морському транспорту противника, веденню протичовнових та протикорабельних місій, безпосередньої авіаційної підтримки Крігсмаріне в Атлантичному океані, а також виконання завдань з морського блокування та морської розвідки.
На початку війни у вересні 1939 року у Люфтваффе було небагато спеціалізованих підрозділів морської авіації та літаків відповідного типу. До 1940 року Вермахт окупував значну частину Західної Європи та Скандинавії. Крігсмаріне і його головнокомандувач Еріх Редер побачили в цьому можливість знищити морські комунікації Великої Британії, останнього значного противника Німеччини в Європі.
У лютому 1941 року Адольф Гітлер наказав ОКЛ сформувати спеціальне авіаційне командування для підтримки операцій підводних човнів Крігсмаріне у битві за Атлантику. Головнокомандувач Люфтваффе Герман Герінг погодився на формування спеціалізованого військово-морського командування, яке залишалося під оперативним контролем Люфтваффе та було підпорядковане 3-му повітряному флоту генерала Гуго Шперрле. Командування відповідало за усі операції Люфтваффе в Атлантичному океані, Ла-Манші та Ірландському морі. Першим командиром організації був Мартін Гарлінгхаузен.
Авіаційне командування «Атлантик» брало участь у бойових діях і досягло значних успіхів у 1941 році. Прем'єр-міністр Вінстон Черчилль назвав авіаційне командування «Атлантик» «та його головний літак» «Фокке-Вульф» Fw 200 «бичем Атлантики». Наприкінці року британські контрзаходи приборкали загрозу з боку далекобійної німецької авіації. У міру загострення битв в Атлантиці в 1942 і 1943 роках командування постійно висувало вимоги до літаків і екіпажів. Люфтваффе, зайняте на інших театрах, не могло дозволити собі відволікати або створювати сили для атлантичних операцій. Разом із розвідувальними та протикорабельними операціями, авіаційне командування «Атлантик» почало використовувати винищувачі для забезпечення переваги в повітрі для прикриття транзитних маршрутів підводних човнів у Біскайській затоці, протидіючі Береговому командуванню ПС Великої Британії.
До 1944 року авіаційне командування «Атлантик» перестало бути ефективним, і у квітні цю структуру розформували та об'єднали з X повітряним корпусом. Протягом усього часу свого існування Kampfgeschwader 40 був основною бойовою одиницею командування.

## Історія

### Створення
6 січня 1941 року, коли Герінг перебував у відпустці, Редер звернувся до Гітлера з проханням про додаткову підтримку для сприяння зростаючим успіхам підводних човнів. Попри опір Герінга та під тиском командування військово-морського флоту, Гітлер ухилів прохання та виділив Редеру одну авіаційну бомбардувальну групу із Kampfgeschwader 40 (I./KG 40). Розлючений Герінг повернувся і негайно взявся за політичні маніпуляції, щоб повернути підрозділ під контроль Люфтваффе. Він запропонував повернути його в обмін на створення Атлантичного командування. Не дивлячись на заперечення Редера, 28 лютого 1941 року Гітлер погодився на «компроміс» Герінга і санкціонував формування військово-морського командування Люфтваффе, але яке мало залишатися під контролем 3-го повітряного флоту генерала Гуго Шперрле. Нова структура отримала назву "Авіаційне командування «Атлантик» з базуванням її штаб-квартири у Лор'яні. Командувати цим командуванням було доручено оберстлейтенанту Мартіну Гарлінгхаузену, який у 1920-х роках був морським офіцером, але згодом перейшов до Люфтваффе та виконував обов'язки начальника штабу X повітряного корпусу в Норвегії, а також був провідним авторитетом у протикорабельних атаках із використанням бомб. Він став логічним вибором для керівництва повітряними операціями в Атлантиці.
Гарлінгхаузен відповідав за організацію підтримки флоту, здійснення метеорологічних місій і навіть захист узбережжя, хоча для цієї мети існували прибережна авіаційна група (нім. Küstenfliegergruppe (KuFlGr) і мінно-пошукова група (нім. Minensuchgruppe (MSGr). В його розпорядженні було лише 100 літальних апаратів, включаючи летючий човен Arado Ar 196. Він погодився з оперативними методами Деніца, який віддавав перевагу застосуванню чотиримоторного Fw 200 «Кондор» для повітряного прикриття конвоїв та координації дій підводних човнів при виході на цілі; пізніше ці літаки брали участь у скоординованій повітряно-морській атаці на союзні конвої.
Для досягнення цих цілей Гарлінгхаузену було надано мізерні сили. Бомбардувальна ескадра KG 40, що базувалася в Коньяці та Бордо, була передана йому і мала три авіагрупи (I., II. та III./KG 40). Також Авіаційному командуванню «Атлантик» були підпорядковані берегові авіаційні групи Küstenfliegergruppe 106, 406, 506, 606 і 906, розташовані в Амстердамі, Бресті, Вестерланді, Ланьйоні, Ольборзі. Розвідувальна авіаційна група Aufklärungsgruppe 122 базувалася в кількох місцях; в Амстердамі, Бресті та Вільгельмсгафені. Станом на 31 березня 1941 року у штабі./KG 40 був лише один Fw 200. I./KG 40 спочатку перебував під командуванням Деніца і на той час базувався в Лор'яні. Наприкінці 1940 року авіагрупа мала лише вісім Fw 200, а подальша чисельність невідома. 1 січня II./KG 40 було сформовано з 1-го «штаффеля». 5-й і 6-й «штаффелі» воювали на Heinkel He 111 і Dornier Do 217 E-1 до кінця червня 1941 року. III./KG 40 була сформована приблизно 24 березня 1941 року та базувалася в Бресті.
За оцінками експертів, станом на квітень 1941 року в Авіаційному командуванні «Атлантик» було 21 Fw 200, 26 He 111, 24 He 115 та змішані сили з Bf 110 та Ju 88, що налічували 12 літаків. Загальна кількість літаків до липня 1941 року досягла 155 одиниць: 29 Fw 200, 31 He 111, 45 Ju 88, 18 He 115, 20 Do 217, 12 Bf 110 і спеціалізований розвідувальний літак Ju 88. 32 Ju 88 з KüFlGr 106 були включені до бойового складу командування.

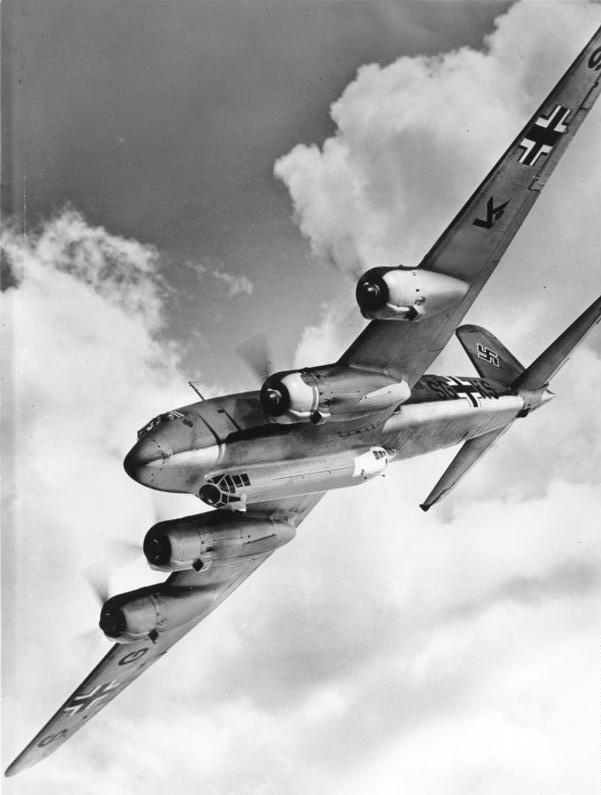
Німецький Fw 200 «Кондор», головна загроза атлантичних конвоїв з повітря. 1941

### Бойовий досвід
З утворенням спеціалізованого авіаційного командування, основні зусилля Люфтваффе поширилися на Північну та Центральну Атлантику. Втім синхронізація між літаками та підводними човнами відбувалася швидше випадково, ніж планово. У травні 1938 року Деніц передбачив потребу в навчанні літаків-розвідників для взаємодії з підводними човнами на дуже великої дальності. У жовтні 1939 року він обрав гідролітак Do 26 для служби в Трансокеанській ескадрильі (нім. Transozeanstaffel). Але, як виявилося під час вторгнення до Норвегії, більшість літаків, що використовувалася й вціліла, не мала достатніх характеристик для виконання бойових завдань на таких дистанціях. Потім Деніц повірив у програму He 177, але цей тип мав технічні проблеми у процесі розробки, і йому довелося погодитися на Fw 200 як проміжне рішення. I./KG 40 під командуванням майора Едгара Петерсена був першим підрозділом, який перелетів до Бреста в липні.
Період із серпня 1940 по травень 1941 року був відомий у Крігсмаріне як Перший щасливий час через значну кількість суден союзників, затоплених при незначних власних втратах підводних човнів. У серпні 1940 — лютому 1941 року Fw 200 потопили 52 судна, втративши лише чотири свої літаки. Оберлейтенант Бернгард Йопе, покалічив океанський лайнер «Емпрес оф Бритен», потім добито торпедами ПЧ U-32 під командуванням Ганса Єніша біля ірландського острову Аранмор. Ганс Бухгольц також став ще одним успішним «вбивцею» торгових суден. До Різдва 1940 року KG 40 потопив 19 суден приблизно на 100 000 тонн і пошкодив 37 (180 000 тонн). У січні 1941 року було потоплено 17 суден загальною водотоннажністю 65 000 тонн і п'ять пошкоджено. Лютий став гіршим для британців, вони втратили 21 судно (84 301 тонни) від ударів Fw 200.
У січні 1941 року конвой HX 90, OB 274, HG 50 і SL 61 були успішно атаковані німецькими літаками. 19 січня було потоплено сім суден конвоїв HG 50 і SL 61. 8 лютого U-35 вийшов на конвой HG 53 і доповів про це до штабу командування «Атлантик». I./KG 40 був відправлений і потопив п'ять суден (9201 GRT). Наступним став конвой OB 288, виявлений Fw 200. I./KG 40 пошкодив два судна (11 249 тонн). Після атаки Fw 200 атаки продовжили підводні човни. U-73, U-96, U-69, U-107 і U-552 потопили кілька суден. 26 лютого U-47 вивів шість Fw 200 до конвою OB 290, який вони атакували. Підводний човен затопив три і пошкодив два судна. «Кондори» потопили ще сім на 36 250 брт. Ще чотири судна — 20 775 брт — отримали пошкодження. Операція стала найбільшим успіхом для KG 40. Відстале судно було потоплено італійським підводним човном «Б'янкі».
Протягом першого кварталу 1941 року «Кондори» потопили 171 000 брт, переважна більшість яких були поодинокими суднами. 26 лютого 1941 року під час тривалої атаки на конвой OB 290 було знищено від семи до дев'яти суден (49 865 GRT), усі потоплені Fw 200 KG 40. Однак це був виняток, оскільки на практиці одночасно ніколи не було більше восьми літаків. Незабаром британці взяли на озброєння КАТ судно, і час легких перемог «Кондорів» закінчився. Сам Бухгольц загинув, коли зіткнувся з таким судном SS Umgeni.
У квітні KG 40 зміг здійснити лише 74 літако-вильоти. Атаки були здійснені 6 і 16 квітня, і до кінця місяця було потоплено сім суден. Тим часом британське Берегове командування Королівських ПС докладало все більше зусиль для захисту конвоїв від повітряних атак. 16 квітня Bristol Beaufighter з авіабази Олдергроув збив Fw 200C-3 — перший «Кондор», збитий у бою ворожим винищувачем. 18 квітня ще один «Кондор» був сильно пошкоджений вогнем кораблів ескорту конвою HG 58 і розбився в Ірландії. Подальші протикорабельні операції не мали успіху, конвоям OB 316, 318 і HX 122 вдалося уникнути ударів з повітря. 11 і 14 травня конвої SL 72 і OB 321 відповідно було виявлено повітряною розвідкою і літаки потопили по одному судну з кожного конвою, але не змогли направити підводні човни до цілей. У травні лише три судна були затоплені і одно пошкоджено. Приблизно в цей час підрозділи He 111 були виведені через великі втрати в Ла-Манші. Їх замінили Kampfgeschwader 26 і Kampfgeschwader 30, які залишилися під командуванням 5-го повітряного флоту після передислокації X повітряного корпусу у Середземне море. Ці підрозділи налічували 20 He 111 і 24 Ju 88 і діяли безпосередньо проти британських суден і портів. III./KG 40 також було переозброєно на Fw 200 замість He 111, щоб дозволити йому діяти на дальніх підступах до Британії. Втім, на фоні наростання інтенсивності боїв німецька ескадра KG 40 зазнала серойзних втрат у квітні. Сім її Fw 200 разом із екіпажами були втрачені.
У травні 1941 року, в ході операції «Рейнюбунг» — рейду рейдерської групи німецького флоту у складі лінкора «Бісмарк» і крейсера «Принц Ойген» — Герінг наказав Авіаційному командуванню «Атлантик» забезпечити прикриття для повернення пошкодженого лінкора в порт. Для цього були доступні Kampfgruppe 100, Kampfgeschwader 1, 54 і 77. Вони зазнали невдачі, і «Бісмарк» був потоплений. Командир командування «Атлантик» Мартін Гарлінгхаузен піддався численній критиці за те, що не зміг допомогти кораблю. Затоплення «Бісмарка» припинило діяльність німецьких надводних кораблів в Атлантиці до кінця війни. Ju 88 і He 111 не змогли досягти «Бісмарка», але потопили британський есмінець «Машона» і здійснили 158 бойових вильотів проти військових кораблів союзників.
У липні—грудні 1941 року успіхи командування «Атлантик» були неоднозначними. Літаки потопили лише чотири судна (10 298 тонн) і пошкодили два, втративши при цьому 16 «Кондорів», у тому числі сім унаслідок протиповітряної оборони конвоїв. Після невдалої атаки на конвой HG 65 Гарлінгхаузен наказав відмовитися від тактики «Steckrubenverfahren» («спосіб протикання брукви»), оскільки літаки стали надто вразливі для британського вдосконаленого озброєння ППО. У липні підрозділи командування проводили лише повітряну розвідку або атакували поодинокі судна в разі їх виявлення. 18 липня гауптман Фріц Флігель, кавалер Лицарського хреста Залізного хреста, спробував напасти на конвой OB 346. Він націлився на 7046-тонне вантажне судно Pilar de Larrinaga. Однак зенітники уразили його праве крило, і торпедоносець упав у море, загинув увесь екіпаж. Інший Fw 200C-3 був збитий за 400 км (250 миль) на захід від Ірландії літаком Lockheed Hudson 233-ї ескадрильї Королівських ПС. Екіпаж вдалося врятувати. Загалом було втрачено чотири Fw 200.
6 листопада підрозділи авіаційного командування «Атлантик» вступили в місячну битву з конвоєм OG 76, яка тривала до 16 грудня. Конвой вирушив з Ліверпуля до Гібралтару 28 жовтня. 6 листопада розвідники KG 40 виявили ворожий конвой і на стеження за ним вилетіло шість Fw 200, які координували дії підводних човнів. До ескорту конвою входив перший у світі ескортний авіаносець «Одасіті», який запустив свої винищувачі проти німецьких «Кондорів», збивши один Fw 200. П'ять підводних човнів атакували конвой, але їх напад відбили кораблі конвою, забезпечивши прибуття суден до Гібралтару неушкодженими. 14 грудня транспорти повернулися до Ліверпуля. До 16 грудня KG 40 знову його виявив. 18 грудня атака німецьких підводних човнів була відбита і Fw 200 були змушені відступити під тиском британських винищувачів. 19 грудня два «Кондори» було збито винищувачами «Одасіті». Коли «Кондори» вийшли з бою, підводні човни спробували діяти самостійно, в результаті потопивши один есмінець і два торгових судна. 21 грудня «Одасіті» був помічений поза конвоєм і потоплений за десять хвилин. П'ятьох із шести його пілотів-винищувачів вдалося врятувати.
Передача «Кондорів» на інші театри у середині грудня 1941 року призвела до «зупинки» співпраці авіації та підводних човнів. Єдиний розвідувальний підрозділ морської авіації, що залишився, — KüFlGr 106 — не мав достатнього радіусу дії, щоб проникнути глибоко в Атлантику, і обмежувався патрулюваннями та спостереженнями у прибережній зоні.
11 грудня 1941 року Гітлер оголосив війну Сполученим Штатам на підтримку свого партнера по Осі, Японської імперії. Це рішення дало негайну тактичну перевагу нацистському флоту в діях проти непідготовлених американців, особливо уздовж східного узбережжя США. Ця кампанія стала відомою як «Другий щасливий час» для екіпажів підводних човнів, але не для льотчиків авіаційного командування «Атлантик».
5 січня 1942 року Гарлінгхаузена на посаді змінив Ульріх Кесслер. Кесслер зіткнувся із тими ж проблемами з постачанням, що й його попередник. Він не міг підтримувати підводні човни у західній частині Атлантики, ні перекривати маршрути конвоїв, поки епіцентр протикорабельних операцій зосереджувався на Середземноморських та Арктичних конвоях. Протягом цих подій, що відбувалися з 26 липня 1941 року по 30 квітня 1942 року, командування «Атлантик» скоротилося з 90 до 16 бойових літаків і з 25 до 20 Fw 200.

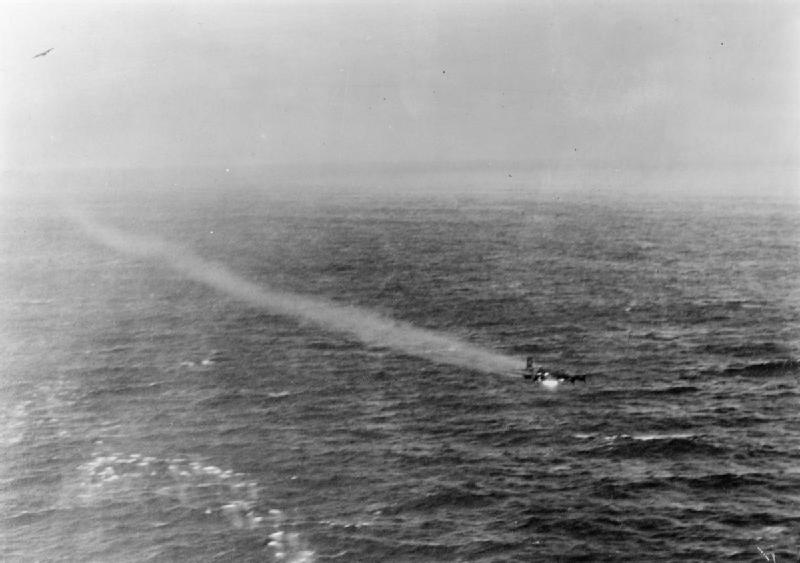
Fw 200C-4 Kondor 7./KG 40, збитий британським важким винищувачем «Бофайтер», падає в океан. 12 березня 1943

III./KG 40 переозброївся з He 111 на Fw 200. Декілька «Кондорів» було раптово відправлено в Середземне море для виконання транспортних операцій та на Східний фронт. Ефективність дій німецьких торпедоносців і бомбардувальників впала до найнижчого зареєстрованого рівня з 1942 року до 1943 року. Оперативна потужність командування Кесслера була дуже низькою, і виконувалися лише розвідувальні місії та напади на прибережні судна, коли дозволяла погода й коли Винищувальне командування британської авіації не могло втрутитися. У середині 1942 року Авіаційне командування «Атлантик» могло виставити лише 40 Ju 88, тоді як IX повітряний корпус, що займався постановкою мінних загороджень мав у своєму бойовому складі 90 Do 217.
Наслідки відсутності активності проти конвоїв та в морській розвідці відобразилися на статистиці. У 1942 році в Атлантиці літаками було потоплено лише три торгових судна водотоннажністю 3588 брт; останнє у червні 1942 року. На інших театрах війни німецькі літаки затопили 19 суден у британських водах, 41 — в Арктиці та 31 — у Середземному морі. В середньому командування задіювало шість бойових літаків, які патрулювали між 38° і 49° північної широти та 10°-20° західної широти, при чому заявили про виявлення суден на 4 мільйони тонн вантажів і військових кораблів на приблизно 0,3 мільйона тонн. Конвой міг залишатися в зоні досяжності дальніх бомбардувальників п'ять-шість діб. Приблизно одна сьома кораблів союзників перебувала в радіусі дії літаків дальньої дії. Але, спостереження рідко призводили до атак на транспорти, оскільки більшість літаків не були озброєні бомбами.
На рубежі 1942/1943 року більшу частину дорогоцінних FW 200 було перенаправлено на інші театри війни. Операція «Смолоскип», висадка в Марокко й Алжирі, поглинула більше протикорабельних сил із Західної Європи. На Східному фронті Сталінградська битва призвела до оточення кількох армій Осі, і FW 200 разом з іншими типами літаків великої дальності дії були конче потрібні для постачання сухопутних військ, які опинились у оточенні.
Командування було ненадовго посилено новою 6-ю бомбардувальною ескадрою (KG 6), але незабаром Кесслер дізнався, що і цю ескадру заберуть. У розмові з Гансом Єшоннеком, начальником генерального штабу Люфтваффе, Кесслер рекомендував розформувати авіаційне командування «Атлантик», яке він назвав «живим трупом». Кесслер продовжував протестувати проти перенаправлення літаків для бомбардування Британії.
У вересні 1943 року Герінг наказав авіаційному командуванню «Атлантик» підготувати та провести морські розвідувальні місії на великі відстані. Він також наказав їм здобути перевагу в повітрі, інтенсифікувати боротьбу з кораблями противника та допомагати в протичовнових операціях флоту шляхом виявлення підводних човнів противника. Герінг, мабуть, усвідомлюючи важливість використання авіації в Атлантиці, зауважив, що німецькі «підводні човни та авіація переслідують одну мету, і тому авіаційне командування „Атлантик“ повинне тісно співпрацювати з BdU. Хоча наразі наявні обмежені сили, можна досягти значного успіху». На момент наказу командування мало лише один Bv 222, 19 Fw 200 (чотири боєготових), 61 Ju 88C-6 (37 боєготових), шість Ju 290 і 24 He 177.
10 лютого 1944 року підрозділи, що підпорядковувалися командуванню «Атлантик», в останній раз досягли успіху, коли I./KG 40 потопила El Grillo у Сейдісфіордюрі. Це судно було єдиним, потопленим німецькою авіацією в Атлантиці за весь 1944 рік. 7 лютого 1944 року Авіаційне командування «Атлантик» було офіційно розформовано.

## Командування
- оберстлейтенант Мартін Гарлінгхаузен (31 березня 1941 — 5 січня 1942)
- оберст Вольфганг фон Вілд (30 жовтня 1941 — 5 січня 1942, ТВО через поранення М.Гарлінгхаузена)
- генерал-лейтенант Ульріх Кесслер (5 січня 1942 — 1 квітня 1944)